# Paul Johansson
Pour les articles homonymes, voir Johansson.
Paul Johansson (né le 26 janvier 1964 à Spokane dans l'état de Washington) est un acteur américain.

## Biographie
C'est après avoir tenté sa chance sur la patinoire en tant que hockeyeur et sur les terrains de basket que Paul Johansson décide d'abandonner sa carrière sportive et de partir pour Hollywood.
La série Santa Barbara marque ses débuts d'acteur et lui sert de tremplin. Il apparaît par la suite dans de multiples productions telles que Parker Lewis ne perd jamais, Beverly Hills ou encore L'Immortelle. Les séries Dharma et Greg, ainsi que Le Drew Carey Show lui permettent aussi de se faire remarquer. Il devient alors l'un des personnages récurrents de Washington Police. 
En 2003, Paul Johansson est engagé dans Les Frères Scott. Il y interprète depuis le personnage de Dan Scott, le père de Lucas et Nathan. Son personnage meurt dans l'épisode 11 de la dernière saison (saison 9) et ce même épisode est un hommage à sa propre mère, Joanne Leone Johansson, décédée d'un cancer fin 2011.
Sur le grand écran, il donne la réplique à Sally Field dans La télé lave plus propre (Soapdish). S'ensuivent diverses apparitions dans les films When the Party's Over (avec Sandra Bullock) ou encore She's So Lovely.
Il réalise en 2011 le film Atlas Shrugged: Part I, dans lequel il fait une apparition en tant que John Galt.
Il a tourné dans une publicité pour Coca-Cola Light en 1997.

## Filmographie

### Cinéma
- 1991 : La télé lave plus propre (Soapdish) : Blair Brennan / Bolt
- 1993 : Midnight Witness : Paul
- 1993 : When the Party's Over : Henry
- 1997 : She's So Lovely : Un interne
- 1998 : Carnival of Souls : Michael
- 1999 :  Wishmaster 2 : Gregory
- 2002 : Glory Glory : Wes
- 2002 : John Q : Tuck Lambley
- 2002 : Station sauvage (Edge of Madness) : Henry Mullen
- 2003 : Darkness Falling : Sean Leonard
- 2004 : Berserkers : Les Guerriers d'Odin (Berserker) : Barek
- 2004 : Window Theory : Stu
- 2004 : N'oublie jamais  (The Notebook) : l'ancien amant de la mère
- 2006 : Alpha Dog : Peter Johansson
- 2006 : Romance à la une (Novel Romance) : Jake Buckley
- 2008 : Toxic : Gus
- 2009 : Les Anges de Boston 2 (The Boondock Saints II: All Saints Day) : Rick
- 2011 : Atlas Shrugged: Part I : John Galt
- 2013 : The Winner : Darkman
- 2014 : Kid Cannabis : Terry Morgan
- 2016 : The River Thief : Saul
- 2016 : Father Africa : Daniel
- 2016 : Dear Eleanor : Hugh
- 2019 : Crypto : Brian
- 2022 : Detective Knight: Rogue : Ricky Conlan
- 2023 : God Is a Bullet de Nick Cassavetes
- 2025 : The Marked Men : Rule + Shaw : Dale Archer

### Courts métrages
- 2013 : Love and Skin : Richard
- 2016 : Q : Dave Cannon

### Télévision

#### Séries télévisées
- 1989 - 1990 : Santa Barbara : Greg Hughes
- 1990 : They Came from Outer Space : Doug
- 1991 - 1993 : Parker Lewis ne perd jamais (Parker Lewis Can't Lose) : Nick Comstock
- 1993 - 1994 : Beverly Hills 90210 : John Sears
- 1994 : The 5 Mrs. Buchanans : Jesse Buchanan
- 1994 - 1995 : Lonesome Dove: The Series (en) : Austin Peale
- 1995 : Les Anges gardiens (Robin's Hoods) : Dean Cavallari
- 1995 - 1996 : Lonesome Dove: The Outlaw Years : Austin Peale
- 1997 : Sept à la maison (7th Heaven) : Tom Harrison
- 1997 : La loi du Colt (Dead Man's Gun) : Sanford Hogan
- 1998 : Players, les maîtres du jeu (Players) : Jeff Taylor
- 1998 : Dharma et Greg : Leonard
- 1998 : Invasion planète Terre (Earth : Final Conflict) : Sloane
- 1999 : L'Immortelle (Highlander : The Raven) : Nick Wolfe
- 1999 : First Wave : Hatcher
- 2000 : Hope Island (en) : Steve Kramer
- 2000 : Coroner Da Vinci (Da Vinci's Inquest) : Tom Sprawl
- 2000 : Andromeda : Guderlan
- 2001 : Le Drew Carey Show (The Drew Carey Show) : Ron Higgins
- 2002 : Washington Police (The District) : Père Patrick Debreno
- 2003 - 2012 : Les Frères Scott (One Tree Hill) : Dan Scott
- 2004 : Urgences : Adrian
- 2008 : IQ-145 : Ben Compost
- 2012 : Esprits criminels (Criminal Minds) : Clark Preston (Saison 7 Épisode 15 "De rage et de haine")
- 2013 : Les Experts (CSI : Crime Scene Investigation) : Edward Trigg
- 2013 : Beauty and the Beast : Kurt Windsor
- 2014 : Preface to Being Jaded : Roger
- 2014 - 2015 : Mad Men : Ferg Donnelly
- 2015 : Bones : Craig Smith (Saison 11, épisode 4)
- 2016 -  2017 : Van Helsing : Dimitri
- 2016 : Once Upon a Time : Gabriel / Le Bûcheron (saison 6 épisode 7)
- 2020 : NCIS : Enquêtes spéciales : Porter Brandt (saison 17 épisode 17)

### Téléfilms
- 1989 : Matinee
- 1989 : Swimsuit
- 1990 : Laker Girls : Bart Jeffries
- 1997 : Chaleur meurtrière (Ed McBain's 87th Precinct : Heatwave) : Det. Bert King
- 2000 : Une dernière danse (The Last Dance) : Charlie Parker
- 2003 : L'incroyable Mme Ritchie (The Incredible Mrs Ritchie) : Jack
- 2006 : Au bord de la folie (Mind Games) : Michael
- 2013 : Tornades de pierres (Stonados) : Joe Randall
- 2014 : Divorce sous surveillance (House of Secrets) : Rick
- 2014 : Un homme inquiétant (A Daughter's Nightmare) : Adam
- 2015 : Love, Again : David
- 2016 : The Stepchild "Se méfier des apparences": John

## Voix françaises
En France, Mathieu Buscatto est la voix française régulière de Paul Johansson depuis la série Les Frères Scott en 2004. 